# 村岡恵理
村岡 恵理（むらおか えり、1967年 - ）は、日本の著作家。

## 人物・来歴
村岡花子の義理の娘（実の姪）・村岡みどりの娘として生まれる。花子の義理の孫にあたり、大伯母と大姪の関係である。東洋英和女学院中学部・高等部を経て、成城大学文芸学部を卒業。
雑誌などのライターとして活動する傍ら、1991年から姉の村岡美枝（翻訳家）と共に、花子の書斎を「赤毛のアン記念館・村岡花子文庫」として公開していた。
また、「赤毛のアン募金」の運営にも参加していた。
著書『アンのゆりかご―村岡花子の生涯―』は、NHK連続テレビ小説『花子とアン』（2014年度前期）の原案となった。

## 著書
- アンのゆりかご―村岡花子の生涯―
  - （マガジンハウス、2008年6月）ISBN 9784838718726
  - （新潮文庫、2011年9月）ISBN 9784101357218
- 村岡花子と赤毛のアンの世界―生誕120年永久保存版（河出書房新社、2013年3月）ISBN 9784309021683 責任編集
- 花子とアンへの道―本が好き、仕事が好き、ひとが好き―（新潮社、2014年）ISBN 9784103355113 編著
- アンを抱きしめて―村岡花子物語（NHK出版、2014年）ISBN 9784140056509 わたせせいぞう画
- 『赤毛のアン』と花子 - 翻訳者・村岡花子の物語（学研マーケティング、2014年）ISBN 9784052039621 布川愛子画
- ラストダンスは私に - 岩谷時子物語（光文社、2019年）ISBN 9784334951085